# 유흠 (회양헌왕)
회양헌왕 유흠(淮陽憲王 劉欽, ? ~ 기원전 28년)은 중국 전한의 황족 · 제후왕으로, 회양헌왕 계통의 첫 회양왕이다. 선제와 장첩여(張婕妤)의 아들이다.

## 생애
원강 3년(기원전 63년)에 회양왕으로 봉해졌다. 어머니 장첩여가 선제의 총애를 받았고, 회양헌왕 자신도 장대하며 경서와 법률을 좋아하고 총명해 선제의 사랑을 받았다. 태자(후의 원제)는 너그럽고 어질며 유교를 좋아해 유교를 싫어한 선제의 마음에 들지 않아, 회양헌왕을 대신 태자로 삼을까도 생각했었다. 그러나 선제 자신이 반란을 일으켰다 죽은 폐태자 유거의 손자로서 어려서 궁궐에서 쫓겨나 외가 허씨의 신세를 지고 자라나 어려서부터 허씨에 의지했고, 태자의 어머니 허황후가 일찍 살해당했기에 태자를 불쌍히 여겨 차마 그러지 못했다. 오랜 후, 선제는 미친 체하며 후작을 형에게 양보한 위현성을 회양중위로 삼는 것으로 회양헌왕을 일깨우고자 했고, 결국 태자 자리는 원제의 것으로 굳어졌다. 선제가 죽고 원제가 즉위하자, 봉국에 부임했다.
장첩여는 이미 죽었고, 외조모는 회양헌왕을 따라왔으며 세 외숙은 해마다 회양에 와서 외조모를 문안했다. 회양헌왕은 황제에게 글을 올려 외숙들을 회양으로 불러왔으나, 외숙 중 장박(張博)이 조상의 묘를 지키고자 해 따르지 않았고, 회양헌왕과 장박의 사이는 벌어졌다. 나중에 장박이 큰 빚을 져 도움을 청하자 거절했다. 장박은 아우 장광(張光)을 시켜 왕에게 말하고 또 황제에게 글을 올려 어머니를 위해 사직하려 했다. 그러니 회양헌왕은 급히 금을 내어줬다. 장박은 기뻐해 회양헌왕에게 입조해 원제를 보좌하도록 제안하고 또 장광을 통해 자신의 계책을 따르도록 왕에게 권했다. 회양헌왕은 처음에는 이를 따르지 않았으나, 나중에 장광이 장안으로 가면서 다시 권하자 입조하도록 구한다는 말을 장광에게 전했다. 장박은 이를 듣고 기뻐했다. 장박은 당대의 유명한 음양가며 역경에 능한 경방을 사위로 두고 있었고, 경방은 처음에 원제의 마음을 샀으나 석현과 오록충종의 배척을 받아 중용되지 못했다. 이에 장박과 경방은 서로 결탁해 계획을 세웠다. 그러나 경방이 위군태수가 되어 외방으로 나간 사이에 장박과 경방의 계획은 석현 일당에게 들어갔다. 석현은 경방은 궁중의 일을 누설하고 장박은 제후왕을 그른 길로 인도했다 해 투옥했다. 회양헌왕도 체포될 수 있었으나 원제가 차마 그러지 못했고, 대신 간대부 왕준을 회양으로 보내 꾸짖었다. 회양헌왕은 사죄했다. 경방과 장박 3형제는 기시됐고, 처자들은 유배됐다. 건소 2년(기원전 37년) 11월, 회양헌왕 27년의 일이었다.
성제가 즉위하자, 회양헌왕은 황제의 숙부로서 다른 제후왕들보다 더한 총애를 받았다. 회양헌왕은 글을 올려 유배된 외숙들의 처자들을 풀어줄 것을 청했다. 어사대부는 회양헌왕이 아직 반성을 덜 하고 있다며 회양헌왕을 탄핵했으나 성제는 허락했다.
회양헌왕 36년(기원전 28년)에 죽어 아들 회양문왕 유현이 계승했다.

## 가계
- 전한 선제
  - 회양헌왕 유흠
    - 회양문왕 유현
    - 악평후 → 공악후 유흔

악평후는 양삭 2년(기원전 23년) 윤6월 임오일에 봉해졌으나, 미친병에 걸려 면해졌고, 원수 2년(기원전 1년)에 공악후로 옮겨 봉해졌다.